# Thoracocharax
Thoracocharax – rodzaj małych, słodkowodnych ryb kąsaczokształtnych z rodziny pstrążeniowatych (Gasteropelecidae).

## Występowanie
Ameryka Południowa – dorzecze Amazonki.

## Klasyfikacja
Gatunki zaliczane do tego rodzaju:
- Thoracocharax securis
- Thoracocharax stellatus – topornica wielka[3]

Gatunkiem typowym jest Gastropelecus stellatus (Th. stellatus).

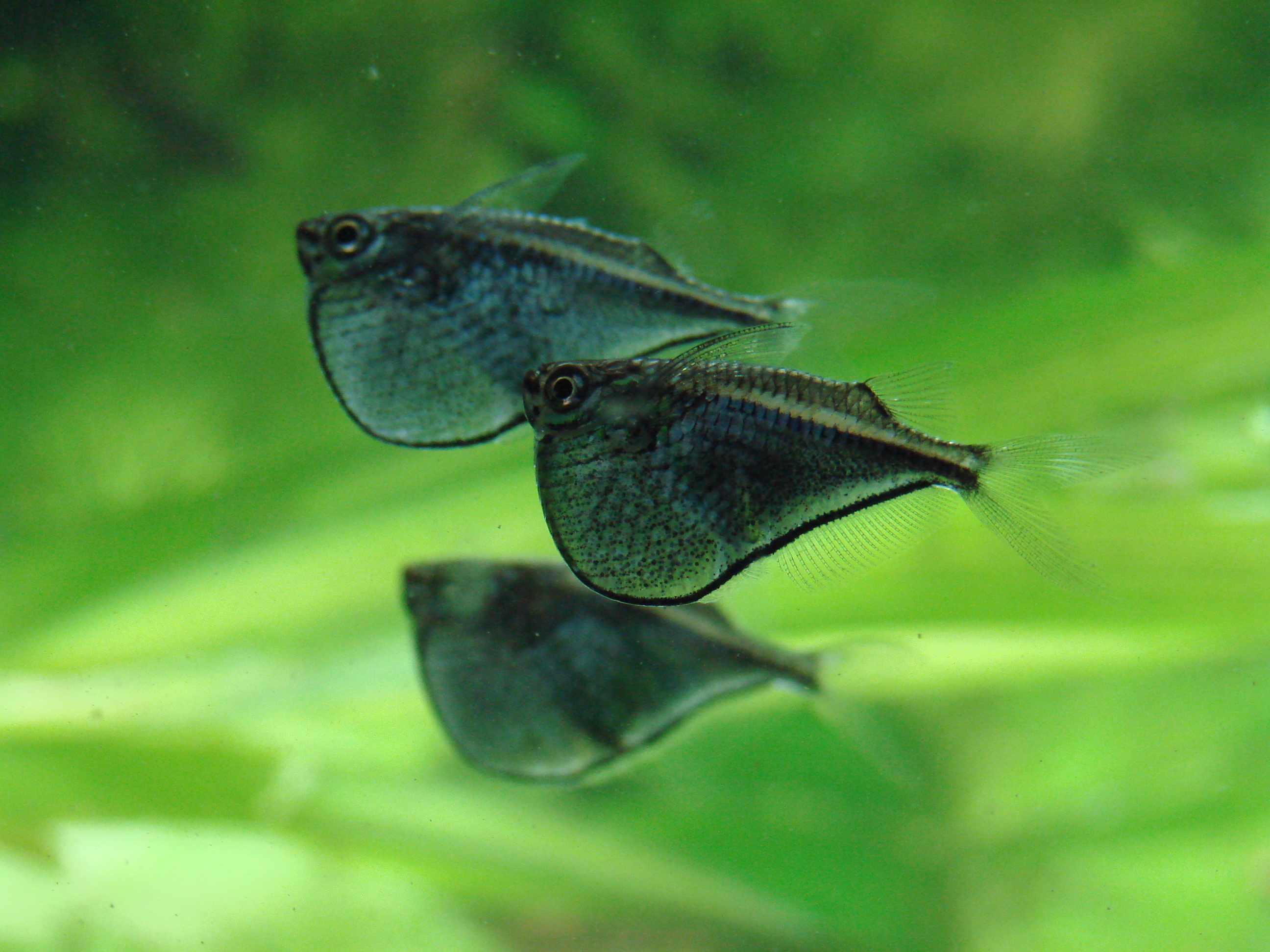
Thoracocharax securis